# Baileyton (Tennessee)
Baileyton és una població dels Estats Units a l'estat de Tennessee. Segons el cens del 2000 tenia 504 habitants.

## Demografia
Segons el cens del 2000, Baileyton tenia 504 habitants, 237 habitatges, i 138 famílies. La densitat de població era de 136,1 habitants/km².
Dels 237 habitatges en un 23,6% hi vivien nens de menys de 18 anys, en un 44,7% hi vivien parelles casades, en un 12,2% dones solteres, i en un 41,4% no eren unitats familiars. En el 36,3% dels habitatges hi vivien persones soles el 15,2% de les quals corresponia a persones de 65 anys o més que vivien soles. El nombre mitjà de persones vivint en cada habitatge era de 2,13 i el nombre mitjà de persones que vivien en cada família era de 2,77.
Per edats la població es repartia de la següent manera: un 19% tenia menys de 18 anys, un 8,7% entre 18 i 24, un 25,4% entre 25 i 44, un 29,6% de 45 a 60 i un 17,3% 65 anys o més.
L'edat mediana era de 42 anys. Per cada 100 dones de 18 o més anys hi havia 83,8 homes.
La renda mediana per habitatge era de 20.139 $ i la renda mediana per família de 34.375 $. Els homes tenien una renda mediana de 26.389 $ mentre que les dones 18.056 $. La renda per capita de la població era de 12.410 $. Entorn del 13,1% de les famílies i el 20,4% de la població estaven per davall del llindar de pobresa.

## Poblacions més properes
El següent diagrama mostra les poblacions més properes.